# Lutropin
Lutropin (neboli luteinizační hormon; LH; dříve u mužů též ICSH, anglicky interstitial cell–stimulating hormone = vmezeřené buňky stimulující hormon) je hormon, který podporuje tvorbu pohlavních hormonů. U žen rozvíjí tvorbu estrogenů a progesteronu ve vaječnících (tím i vznik žlutého tělíska). U mužů podporuje tvorbu testosteronu ve varlatech. Společně s hormony folitropinem (FSH) a prolaktinem (PRL) tvoří lutropin skupinu gonadotropních hormonů, které stimulují činnost pohlavních žláz (gonád).

## Tvorba
Lutropin je hormon bílkovinné povahy a tvoří se v adenohypofýze (přední lalok hypofýzy). Produkce hormonů hypofýzy je řízena z hypothalamu spouštěcími (liberiny) a tlumícími hormony (statiny). Oba tyto hormony tvoří přímo nervová tkáň v hypothalamu, kterýžto jev se označuje neurosekrece.